# Adiantum deflectens
Adiantum deflectens Mart. é uma espécie de pteridófita do gênero Adiantum.
Pode ser encontrada em grande parte do Brasil, principalmente na região do cerrado. Também tem ocorrências em outros países da América Latina.
A primeira descrição da espécie da literatura data do século XIX, feita pelo naturalista Carl Friedrich Philipp von Martius, em sua obra Icones Plantarum Cryptogamicarum, produzida em viagem ao Brasil.

## Descrição
A. deflectens possui porte herbáceo. A espécie apresenta rizomas eretos, folhas fronde pinadas com raque glabro, margens denticuladas e nervuras livres. Seu esporângio é do tipo leptosporângio glabro, com os esporos triangulares (também chamados de esposos triletes).
A. deflectens é uma das 63 espécies do gênero Adiantum nativas do Brasil. A espécie tem ocorrência em todos os estados do Nordeste, abrangendo os biomas do cerrado e da caatinga, com registros também no Sudeste.
Pode ser encontrada em ravinas e matas secundárias, com substrato de fixação variando entre o modo terrícola e rupícola.